# Laguna Las Toscas
La Laguna Las Toscas est un petit lac de la province de Buenos Aires en Argentine. Elle naît d'un élargissement du Río Salado de Buenos Aires dans les terres basses du partido de Chacabuco.

## Accès
On accède facilement à cette lagune à partir de la ville de Chacabuco, via la route nationale 7. La lagune se trouve à 12 km de la RN 7 et communique avec elle par un chemin consolidé en fort bon état.

## Infrastructure
La lagune est pourvue d'un camping, d'un petit port avec des embarcations, de bains-douche, de quinchos (local rudimentaire pourvu d'un toit de paille et soutenu seulement par quatre colonnes, fréquent dans les pays chauds) et de churrasqueras (endroit où l'on prépare des churros, plat à base de pâte de farine et de sucre, frit et de forme cylindrique) avec tables aux alentours que beaucoup de visiteurs utilisent pour déjeuner, voire festoyer, et discuter de la nature. 

## Activités
On peut s'adonner à tout type d'activités aquatiques, sportives, de pêche ou de récréation. 
À certaines époques on ensecemence la lagune d'alevins de pejerreys afin de donner une impulsion à la pêche sportive.